# 暗黑巨獸
暗黑巨獸（英語：Beast in Black），為芬蘭重金屬樂團，由曾是芬蘭速度金屬樂團Battle Beast的前吉他手Anton Kabanen於2015年成立。團體名字的靈感來自日本的漫畫烙印勇士。
團體的音樂風格受到多個80年代重金屬音樂樂團影響，包含、战士帮合唱团、W.A.S.P.、Accept和黑色安息日等。

## 經歷
2015年
- 暗黑巨獸樂團成立。

2017年
- 與重金屬音樂廠牌Nuclear Blast簽約。[1]
- 11月3日，發行首張專輯【Berserker】(狂暴一族)，得到正面的評價，在芬蘭的專輯排行榜排名第七。

2018年
- 宣布Atte Palokangas取代Sami Hänninen成為該團的鼓手。

2019年
- 2月8日，發行第二張專輯【From Hell with Love】(地獄情愛)。

## 音樂作品
- Berserker (2017)
- From Hell with Love (2019)
- Dark Connection (2021)

## 外部連結
- Official Beast In Black Website （页面存档备份，存于）